# Olodumare
Olódùmarè, Olòrún (joruba: "Władca Nieba") – w tradycyjnej teogonii Jorubów i synkretycznych  religiach afrokubańskich (santeria) i afrobrazylijskich najwyższy z bogów, który zainicjował akt stworzenia, powołując do istnienia Obatalę i wszystkich innych oriszów. Jest jednocześnie źródłem zasad moralnych, poddaje dusze zmarłych osądowi, dobre odsyłając do Ipo-Oku, a złe do Orun Apadi.